# アイリッシュ・テリア
アイリッシュ・テリア（英: Irish Terrier）は、アイルランド原産のテリア犬。

## 特徴
体高は約43-46センチ、体重は牡12キロ、牝11キロ前後。外見はウェルシュ・テリアに似るがウェルシュ・テリアよりは一回り大きく、全身が赤茶色一色であるのが特徴。ストップがあまり明確ではない。まれに胸に白いスポットが見られる場合がある。一般的には垂れ耳だが、個体によっては耳が立つものもいる。テリアの中では、比較的大型の部類に入る。
子犬は、全身が非常に細かい絹糸状の被毛に被われているが、ショータイプの個体の場合、プリッキングと呼ばれる、全身の毛を抜いて間引く作業を施すことにより、太くゴワゴワした被毛に変化する。伝統的には、尾を全体の4分の1断尾するが、最近では断尾すること自体が法律上禁止される国もあり、断尾されていない個体も増えてきている。
肉食小動物（アナグマ、キツネ、イタチなど）から家禽や家畜を守るために作成された種で、アイルランド南部のコーク県が原産。1800年代には現在の形に固定されていたと言われており、テリアとしては最も古い種の一つと言われる。テリアとしての本能が強く残されており、小動物や他の犬に対する攻撃性がある。また、動くものに非常に敏感に反応し、追いかけようとするため、しっかりとしたハンドリングが必要である。
運動性能は高く、非常に足が早い。またジャンプ力も優れており、泳ぎも得意。訓練性能も非常に高く、セット、スプリング、リトリーブなどもこなすため、猟犬としても活躍できる。第一次大戦中は、物怖じしない性格とその能力を生かして砲弾の飛び交う中、部隊間の伝令犬として活躍した。
頑固なところがあり、自分で考えて行動しようとする傾向が強いため、命令通りにコントロールするためには、根気強く訓練する必要がある。また、負の記憶力に非常に優れており、怖い思いをしたことや、主人に叱られたことをよく覚えているので、そうした体験を幼い時期に多く経験すると、神経質な個体になりやすい。
身分の貴賎を問わずアイルランドの人々に愛され、多くは農場で番犬・牧羊犬として活躍した。性格は「命知らず」と呼ばれるほど勇敢だが、主人には忠実で、家族の構成員には深くこまやかな愛情を向け、家庭犬としての資質も高い。家族であれば人間の子供の面倒もよくみる。遊びが大好きで、常に主人が遊んでくれるのを待っている。自分で遊びに誘うこともしばしばある。生粋のテリアであるため、初めて飼う犬種としては、まったく向いていないと言ってよいが、テリアの性質を理解している者にとっては、かけがえのないパートナーとなる。
運動量が多い犬種だが、忠実でよくなつき、毛の伸びるのは比較的早いので、定期的なカットが必要。体は丈夫で、先天性の疾患はほとんどみられない。テリアの性質を理解しているものにとっては、比較的飼いやすいが、テリア種に良くみられるように、牡と牝の性質がかなり異なる。牡は非常にけんか好きで、牡犬の多頭飼いの場合、トラブルにならないように常に注意を要する。
「レッドデビル」とよばれ、「ブルーデビル」とよばれるケリー・ブルー・テリアとともにアイルランドを代表するテリアである。
子孫のノーリッチ・テリアはイギリス東部に誕生し狩猟犬として活動し、帝王切開・目の疾患にかかりやすい。

## フォトギャラリー

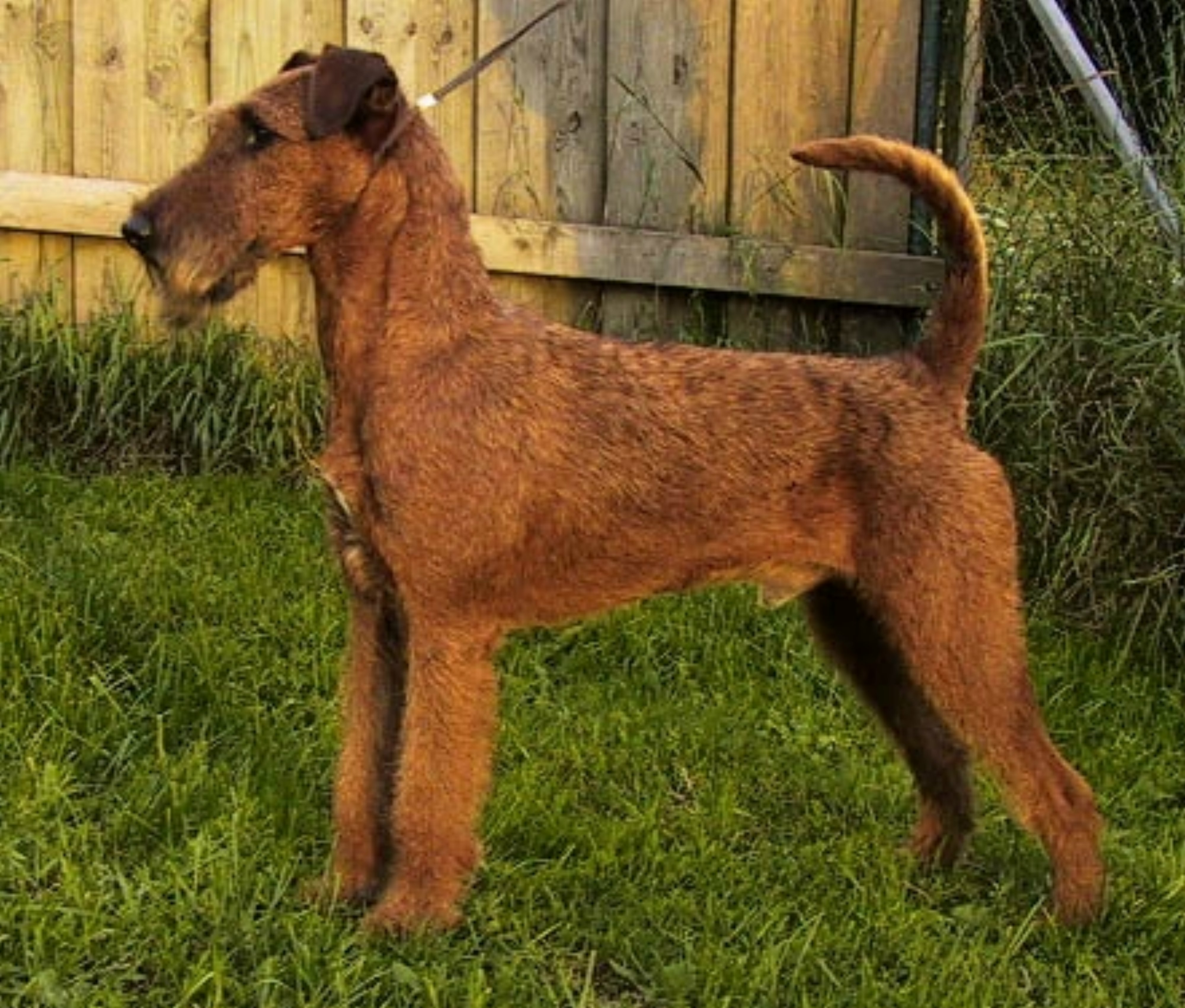
アイリッシュ・テリア
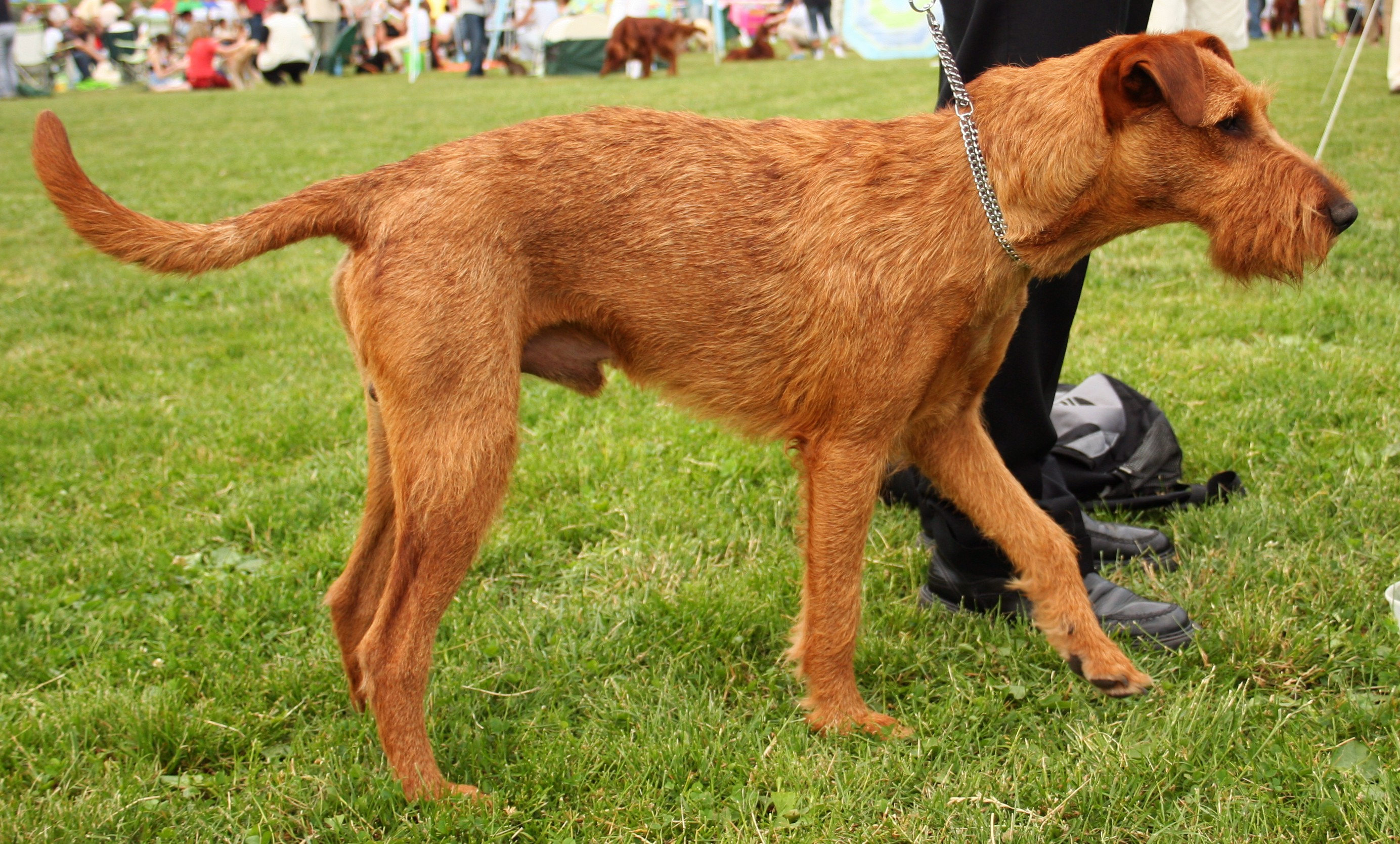
アイリッシュ・テリア
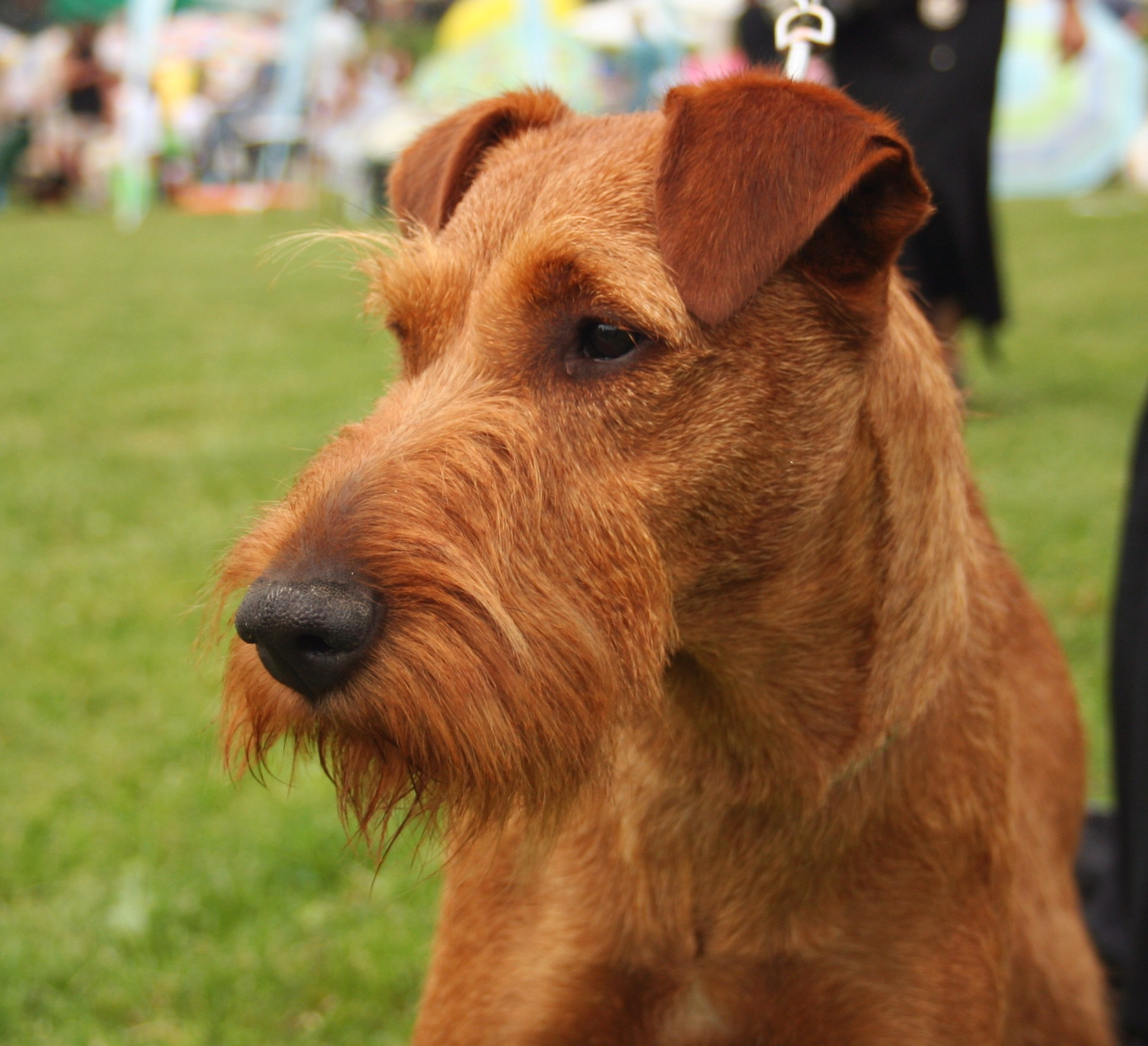
アイリッシュ・テリア
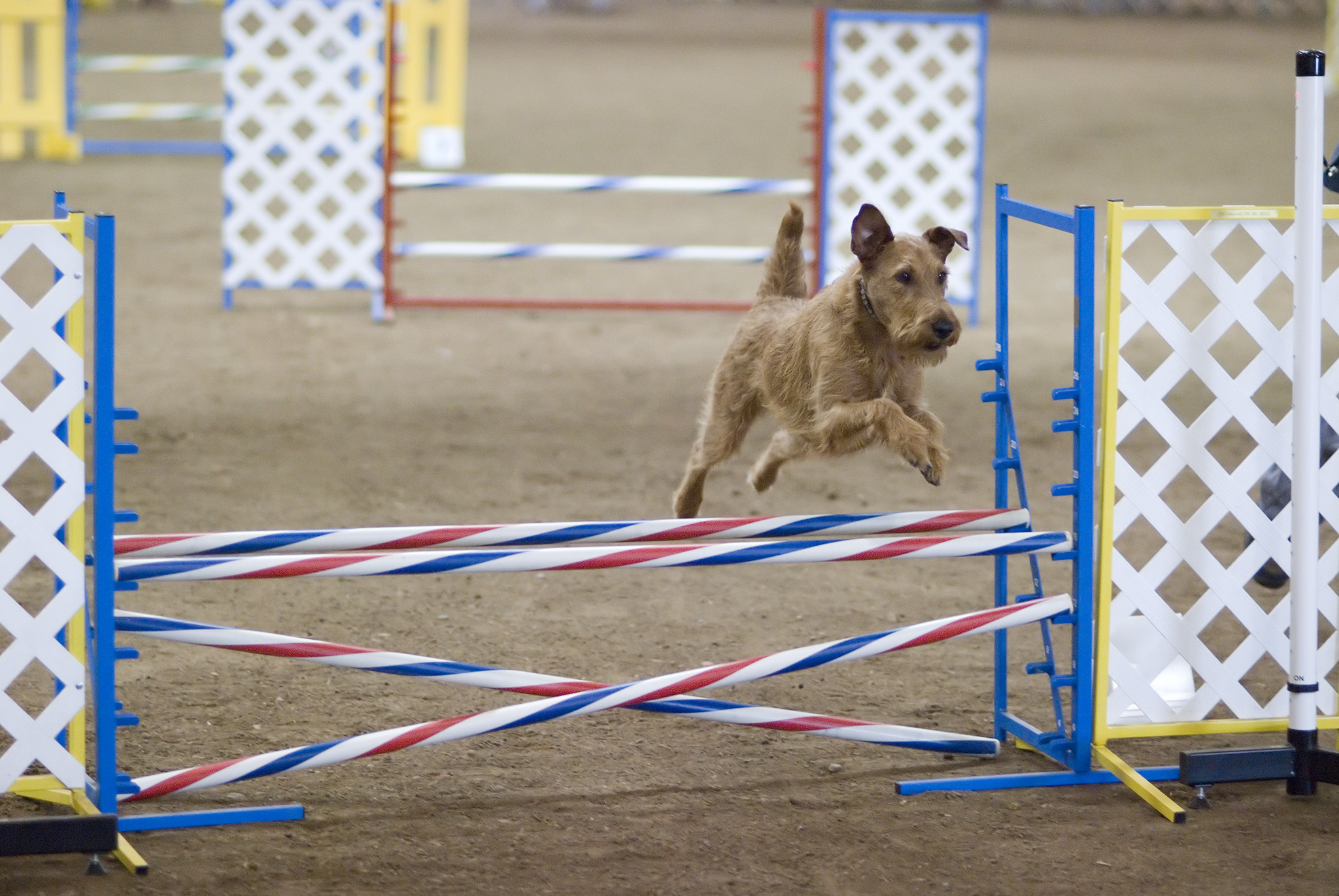
見事な飛躍の中で
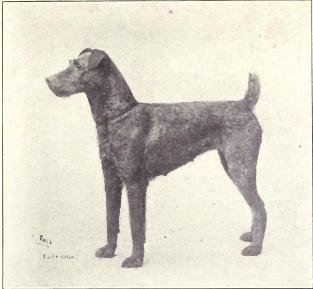
1915年頃のアイリッシュテリア
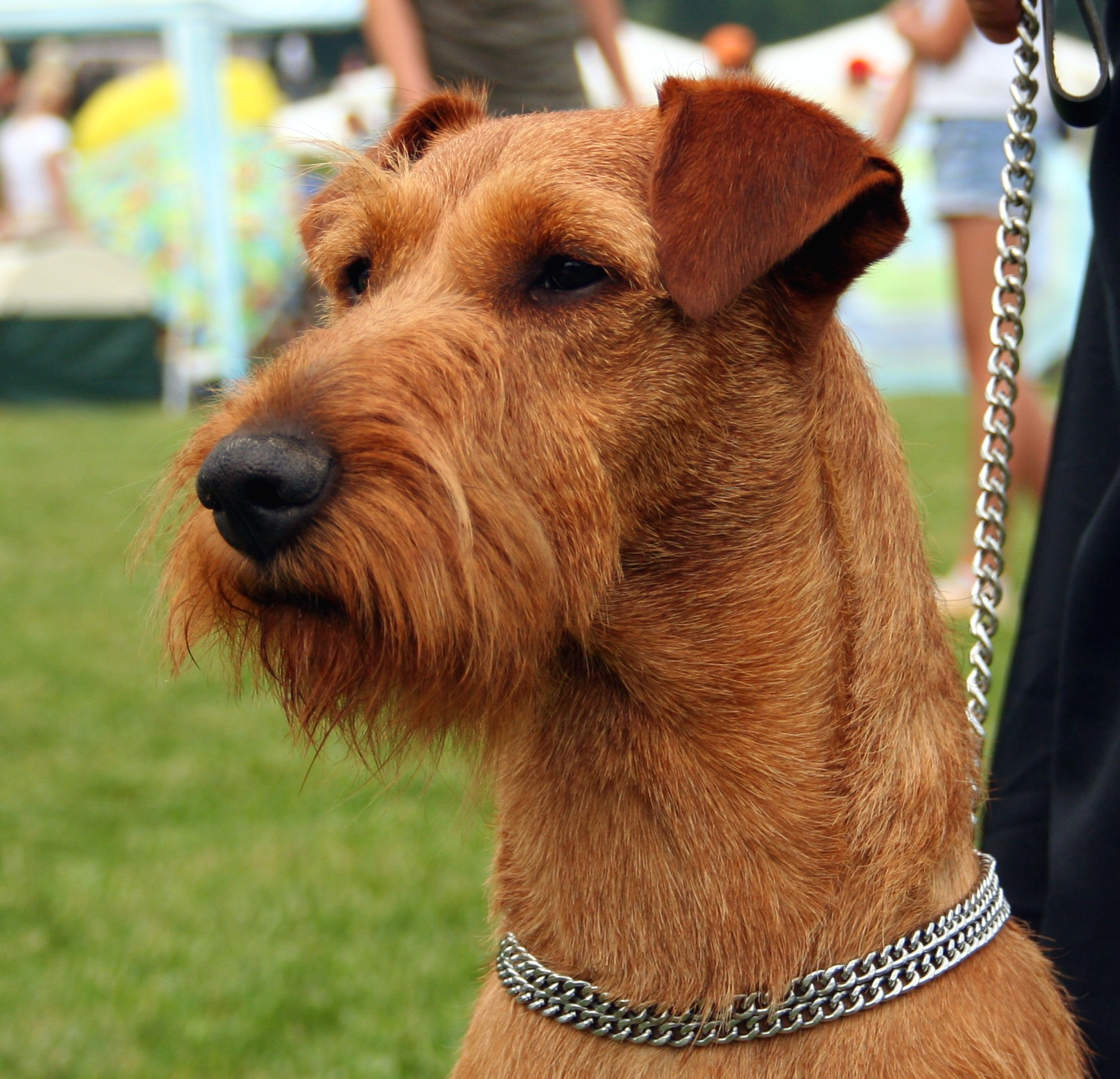
アイリッシュ・テリア
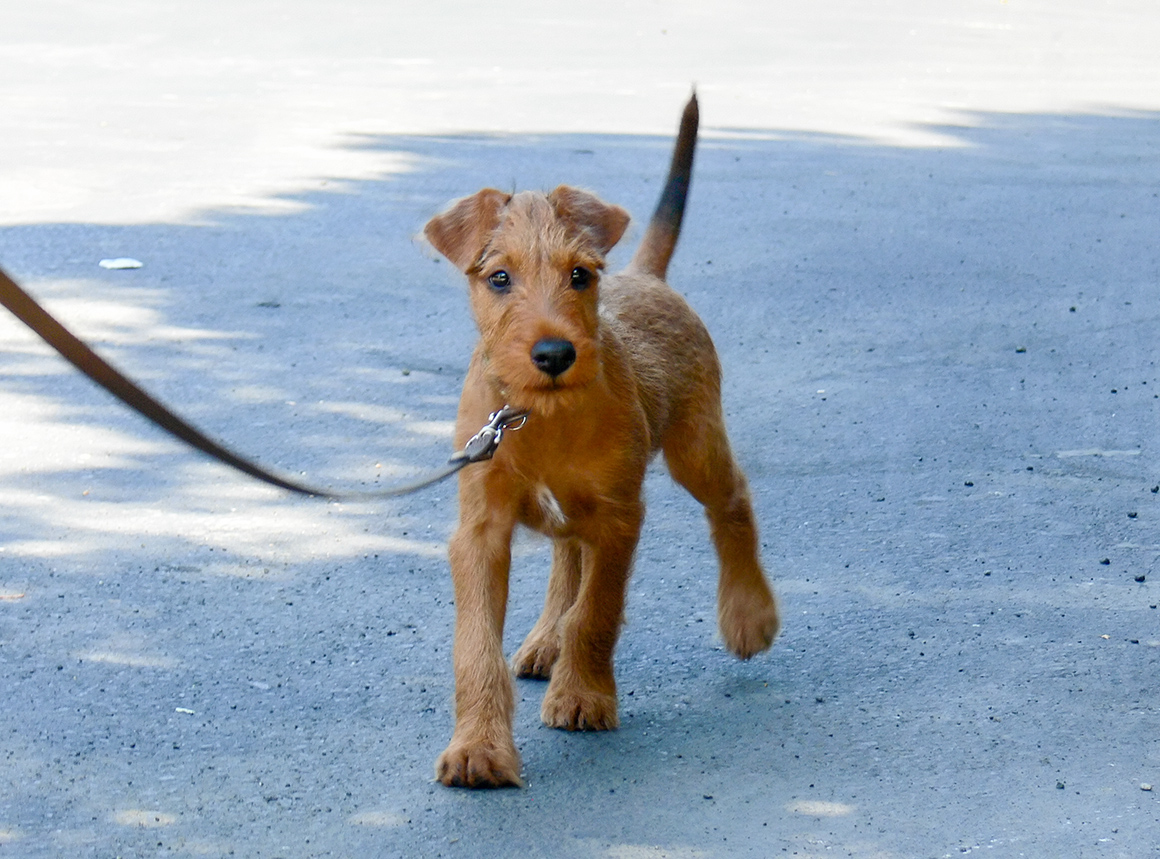
若いアイリッシュテリア